# Скарборо
Ска́рборо (англ. Scarborough) — курортне місто на березі Північного моря у графстві Північний Йоркшир, Англія. Населення 50 000 жителів, із передмістями — 108,4 тисяч.

## Історія
Місто засновано вікінгами у X столітті на місці сторожової вежі римлян. У XII столітті нормандські феодали на скелястій височині збудували замок Скарборо, одним із власників якого був П'єр Гавестон. У Середньовіччі тут відбувався галасливий ярмарок, що дав назву знаменитій баладі Scarborough Fair. Під час громадянської війни Скарборо сім разів переходив з рук у руки.
У 1626 році в Скарборо були виявлені цілющі джерела на кшталт тих, які прославили бельгійський Спа. Місто стало першим в Англії приморським курортом. Його золота доба припала на XVIII століття. У 1845 році до Скарборо було прокладено залізницю, підвищуючи привабливість серед туристів.
Як і у Борнмуті, у Скарборо часто проводяться семінари й конференції. Багато англійців після виходу на пенсію переїжджають сюди з мегаполісів. У Скарборо народились кіноактори Бен Кінгслі і Чарльз Лоутон, похована письменниця Енн Бронте.

## Уродженці й жителі міста
- Бен Кінгслі (* 1943) — британський актор, володар премії «Оскар», «BAFTA», «Золотий глобус».
- Джонатан Грінінг — футболіст, півзахисник клубу «Фулем».
- Едвард Харланд — англійський суднобудівник і політик.
- Сьюзен Гілл — англійська письменниця.
- Чарльз Лоутон(1899—1962) — англійський та американський актор, володар премії «Оскар».
- Фредерік Лейтон — художник.
- Білл Ніколсон — футболіст і тренер.
- Енн Бронте — письменниця, одна з сестер Бронте.
- Роберт Палмер — англійський співак, гітарист, автор пісень.
- Джеймс Пол Муді (1887—1912) — англійський морський офіцер